# プロレスリング・ゲリラ
プロレスリング・ゲリラ（Pro-Wrestling Guerrilla、略称：PWG）は、アメリカ合衆国のプロレス団体。

## 歴史
2003年7月26日、旗揚げ戦を開催。メインイベントはAJスタイルズ対サモア・ジョー戦を予定していたがジョーがROHで負傷したため、代替としてフランキー・カザリアンが参戦している。
日本との関わりとしてはDRAGONGATEがアメリカ遠征で参戦した他に新日本プロレス、プロレスリング・ノア、WRESTLE-1、DDTプロレスリング、スターダムにPWG参戦経験を持つ外国人選手が参戦している。

## タイトル
- PWG世界王座
- PWG世界タッグ王座

リーグ戦、トーナメント戦
- バトル・オブ・ロサンゼルス
- ダイナミック・ダムヴィレート・タッグ・チーム・タイトル・トーナメント